# Hooverphonic
Hooverphonic es una banda musical belga formada en 1995. Aunque desde sus inicios fueron incluidos dentro de la categoría del trip hop, rápidamente expandieron su música a un punto en el que no resulta fácil encuadrarlos dentro de un único estilo. La banda se autodenominó originalmente como Hoover, pero después cambiaron su nombre a Hooverphonic al descubrir que otros grupos ya estaban usando ese nombre.
Iban a ser los representantes de Bélgica en el Festival de Eurovisión 2020, que se iba a celebrar en la ciudad de Róterdam antes de que se cancelara debido a la pandemia de COVID-19. Por esta razón, la televisión pública flamenca seleccionó internamente al grupo para representar al país en Eurovisión 2021.

## Historia

### "A New Stereophonic Sound Spectacular"
Los miembros originales de la banda son la vocalista Liesje Sadonius, el teclista Frank Duchêne, el bajista y programador Alex Callier y el guitarrista Raymond Geerts. La banda logró un reconocimiento internacional gracias a la inclusión de la pista 2Wicky (del álbum A New Stereophonic Sound Spectacular) en la banda sonora del film de Bernardo Bertolucci Belleza robada. 2Wicky también apareció en la banda sonora de la película I know what you did last summer. La melodía de este tema tiene un gran parecido con Hook Took Me Under del álbum Music to Drive by, del grupo de rap Compton's Most Wanted's, también tiene un gran parecido con el tema "All Mine" de Portishead, pero el ritmo característico del tema 2Wicky es un sample del tema "Walk on by", reinterpretado por Isaac Hayes en el disco "Hot Buttered Soul" realizado en 1969 (hecho famoso por Dionne Warwick).
Sadonius abandonó el grupo de forma amistosa poco después del lanzamiento de A New Stereophonic Sound Spectacular. Kyoko Baertsoen, la cantante del grupo belga Lunascape, ocupó el hueco dejado por Sadonius durante el tour europeo de la banda en 1997, antes de que Geike Arnaert se uniera definitivamente al grupo como cantante a comienzos de 1998.

### "Blue Wonder Power Milk"
Después de un largo tour europeo de conciertos con artistas como Massive Attack, Morcheeba y Apolo 440, y otro tour como teloneros de Fiona Apple en los Estados Unidos en 1997, la banda sacó Blue Wonder Power Milk en 1998, con Geike Arnaert como cantante, que por aquel entonces tenía 18 años. Este álbum contiene menos "breakbeats" y "samples" y más elementos de teclado y elementos de canción tradicional, lo que supone un claro desmarque de su álbum de debut.
El sencillo Club Montepulciano fue un éxito en Bélgica y también destacó en el entorno universitario de Estados Unidos. Renaissance Affair apareció en la campaña publicitaria norteamericana del Volkswagen Vapor Beetle. This Strange Effect apareció en la campaña publicitaria americana del Motorola SLVR. Eden apareció en la campaña publicitaria de teléfonos móviles Cingular 8525 en 2006 y en un anuncio de Repsol en España. Eden, además, apareció en la banda sonora de "I Still Know What You Did Last Summer" (Aún Sé Lo Que Hicisteis El Último Verano). También fue versionada por Sarah Brightman y dio título a uno de sus álbumes con ese nombre.

### The Magnificent Tree
La banda continuó el trabajo de Blue Wonder Power Milk con The Magnificent Tree, publicado en el año 2000, que expande el ambiente del primer álbum con sonidos más calientes y cercanos. Temas destacados del álbum son Out of Sight, Mad About You (que fue un gran éxito en Europa), y la pista que da título al álbum, que toma prestado gran cantidad de elementos del tema Guinnevere de Crosby, Stills & Nash.
Ese mismo año, Hooverphonic fue contratada para escribir un tema específico para la ceremonia de apertura del Campeonato Europeo de Fútbol de 2000, en Bruselas, Bélgica. El resultado —una pista de 12 minutos de duración, llamada Visions— se convirtió en la canción del campeonato, y la actuación de Hooverphonic en la ceremonia de apertura fue vista/escuchada por más de 1000 millones de personas.

### Hooverphonic presents Jackie Cane
En el año 2002 la banda dio un nuevo vuelco a su música, publicando el álbum conceptual Hooverphonic presents Jackie Cane. El disco cuenta la historia del personaje de ficción que da nombre al disco, una famosa cantante catapultada a la fama y el estrellato, a expensas de su relación con su hermana gemela idéntica. Llevada al borde de la locura por las presiones de la fama, Jackie abandona el negocio musical y vuelve a casa para intentar una reconciliación, donde su hermana las envenena a ambas con una cena.
"Jackie Cane" retiene los elementos de ensueño de los trabajos previos de Hooverphonic, lo que se nota sobre todo en los temas Nirvana Blue y Human Interest (que contiene referencias a Echoes de Pink Floyd), pero temas como The World Is Mine (el primer sencillo) y Day After Day tienen una clara influencia y cualidad de Broadway. El álbum fue disco de platino en Bélgica y el grupo ganó los premios a la Mejor Banda Pop/Rock y el Mejor Álbum en los Zamu Music Awards en el año 2002.
En 2003, el tema The World Is Mine fue usado como el tema de la serie Mile High de Sky 1, un drama de la BBC sobre auxiliares de vuelo.

### Sit Down and Listen to Hooverphonic
En 2003, la banda lanzó un álbum en vivo (esto es, grabado en vivo con una orquesta pero sin público) titulado Sit Down and Listen to Hooverphonic, presentando una selección de temas del cuerpo de trabajo de la banda, como los temas nuevos Antarctica y The Last Thing I Need Is You, y una versión de My Autumn's Done Come de Lee Hazlewood. La banda realizó una extensa gira europea en septiembre del año 2003, presentándose en más de 100 salas de conciertos.

### No More Sweet Music
No More Sweet Music, el quinto álbum de estudio de la banda, fue publicado en diciembre de 2005. Se trata de un doble CD, conteniendo el segundo versiones remezcladas de las pistas del primero. En su país se editó además en formato DUALDISC que en la capa de DVD trae los mismos temas que ambos CD pero mezclados en multicanal (5.1 y DTS 96/24). Como extras incluía un pequeño making of (incluyendo varios idiomas subtitulados, entre ellos el español) y vídeos de los dos primeros sencillos.
En 2006 la banda dejó a la discográfica Sony/BMG, argumentando la falta de apoyo de la discográfica a No More Sweet Music. Un recopilatorio de sencillos (Singles '96 - '06) fue publicado al final de la relación con Sony/BMG.

### The President of the LSD Golf Club
El nombre del sexto álbum de estudio de Hooverphonic originalmente había sido destinado para The Magnificent Tree, pero la discográfica SONY no lo había permitido. Como actualmente la banda está trabajando con PIAS, el último trabajo con SONY fue la antología Singles '96 - '06, no hubo problemas a la hora de nombrar el álbum. The President of the LSD Golf Club fue lanzado oficialmente el 7 de octubre de 2007.

### The Night Before
El 29 de octubre de 2010 la banda presenta el sencillo The Night Before con Noémie Wolfs como nueva vocalista tras el abandono de Geike Arnaert. El álbum vio la luz el 26 de noviembre llegando a ser disco de platino en Bélgica.

### With Orchestra
El 9 de marzo de 2012 se presenta el álbum de estudio With Orchestra, el cual fue grabado junto a 42 piezas de orquesta sinfónica, incluyendo en su tracklist todos sus grandes éxitos entre 1996 - 2011, así como la nueva canción Happiness, realizando reversiones de antiguas composiciones, como Eden, Mad About You y 2Wicky

### With Orchestra LIVE
El 26 de octubre de 2012 salió a la venta el CD+DVD homónimo del disco lanzado a principios de año, el cual, además de tocar en vivo el tracklist completo del disco With Orchestra, fue grabado a principios de año en el Queen Elizabeth Hall de Amberes, Bélgica.

### Reflection
El 15 de octubre de 2013 la banda liberó en el mercado el octavo álbum de estudio llamado Reflection, destacándose temas como Ether, Amalfi y Gravity. Se realizó una gira que finalizó a mediados de abril, junto con la noticia que por mutuo acuerdo Noémie Wolfs ha decidido no seguir realizando más colaboraciones junto a la banda.

### Festival de Eurovisión
En 2020 fueron seleccionados internamente por la televisión flamenca para representar a Bélgica en el Festival de la Canción de Eurovisión en Rotterdam con el tema Release Me. No obstante el certamen fue cancelado por primera vez en su historia, debido a la Pandemia por Covid-19. Por este motivo, fueron seleccionados de nuevo internamente para el Festival de 2021 que tuvo lugar finalmente en la ciudad de Rotterdam. Para entonces, el grupo sufrió la baja de Cruysberghs, significando el retorno de Geike Arnaert. 
EL canción presentada fue «The Wrong Place», superando la primera semifinal obteniendo el 9º puesto con 111 puntos, mientras que en la gran final finalizaron en el puesto 17º con 74 puntos. El tema fue además número 1 en Flandes y Suecia, 27 en Wallonia y 77 en la lista oficial británica.

## Miembros
| Miembros actuales - Alex Callier – bajo eléctrico, teclados, programación (1995–presente) - Raymond Geerts – guitarra líder (1995–presente) - Geike Arnaert – voz principal (1997–2008; 2020–presente) Miembros de apoyo en vivo - Kimberly Dhondt – voz principal (2016–2017) - Nina Sampermans – coros (2016–presente) - Pieter Peirsman – coros, guitarra (2016–presente) | Miembros previos - Esther Lybeert – voz principal (1995–1996) - Frank Duchêne – teclados (1995–1998) - Liesje Sadonius – voz principal (1996–1997) - Kyoko Baertsoen – voz principal (1997) - Noémie Wolfs – voz principal (2010–2015) - Luka Cruysberghs – voz principal (2018–2020) |

## Discografía
Álbumes de estudio
- 1996: A New Stereophonic Sound Spectacular
- 1998: Blue Wonder Power Milk
- 2000: The Magnificent Tree
- 2002: Hooverphonic Presents Jackie Cane
- 2005: No More Sweet Music
- 2007: The President of the LSD Golf Club
- 2010: The Night Before
- 2013: Reflection
- 2016: In Wonderland
- 2018: Looking for Stars
- 2021: Hidden Stories
- 2024: Fake is the New Dope

Otros álbumes
- 1998: Battersea (EP)
- 2003: Sit Down and Listen to Hooverphonic (en directo)
- 2006: Singles '96 - '06 (grandes éxitos)
- 2012: Hooverphonic with Orchestra Live (en directo)
- 2016: The Best of Hooverphonic (recopilatorio)